# كريستوفر هويل
كريستوفر هويل (19 يوليو 1977 في المملكة المتحدة - )  (بالإنجليزية: Christopher Howell)‏ هو لاعب كريكت بريطاني. لعب مع نادي مقاطعة ستافوردشاير للكريكت ‏ وWarwickshire Cricket Board ‏.